# Porfirije
Porfirije (serbisk kyrilliska: Порфирије; kyrkslaviska: Порфѵрїй), född som Prvoslav Perić (Првослав Перић) den 22 juni 1961 i Bečej i Vojvodina i dåvarande SFR Jugoslavien, är Serbisk-ortodoxa kyrkans nuvarande (2025) och 46:e patriark. Han är också överhuvudet för Belgrads och Karlovcis ärkebiskopsdöme.

## Biografi
Prvoslav är det första av de tre barnen till Radivoj och Radojka Perić, som efter andra världskriget flyttade till Vojvodina från byn Osinje nära staden Derventa i Bosnien och Hercegovina.
Prvoslav gick i grundskolan i byn Čurug och tog examen på Jovan Jovanović Zmaj-gymnasiet i staden Novi Sad i Serbien 1980.
Han studerade senare arkeologi vid Belgrads universitet. Han började snart studera vid Serbisk-ortodoxa kyrkans teologiska fakultet, vilket ledde till att han tog examen 1987.

## Vägen till patriark
Prvoslav vigdes till munk den 11 april 1986 av Dr. Irinej Bulović. Han fickdå namnet Porfirio. Samma år vigde dåvarande patriark Pavle Porfirio till hierodiakon i Heliga Treenighetens kloster i Mušutište den 8 juni 1986.
Den 21 november 1990 vigdes Porfirio till hieromunk i Heliga Ärkeänglarnas kloster i Kovilje. Sedan utnämndes han till abbot.
Den 14 maj 1999 vigdes Porfirio till biskop av kyrkoheden Jegar. 
Den 13 juni samma år prästvigdes Porfirio av Pavle i Novi Sad-katedralen. 
Han valdes senare till metropolit den 26 maj 2014.
Porfirio valdes den 18 februari 2021 till den 46:e patriarken för den Serbisk-ortodoxa kyrkan med titeln Ärkebiskop av Peć, metropolit av Belgrad-Karlovci och patriark av Serbien (serbiska: Архиепископ пећки, Митрополит београдско-Карловачки и Патријарх српски/Arhiepiskop pećki, Mitropolit beogradsko-Karlovački i Patrijarh srpski; kyrkslaviska: А҆рхїепї́скопъ Печскїй, Митрополї́тъ Белградско-Карловацкїй и҆ патрїа́рхъ Се́рбскїй). Han bytte då namn till Porfirije.

## Övrigt
Porfirije är även professor vid Ortodoxa teologiska fakulteten vid Belgrads universitet. 
Förutom serbiska talar han även ryska, grekiska och engelska.

## Bilder

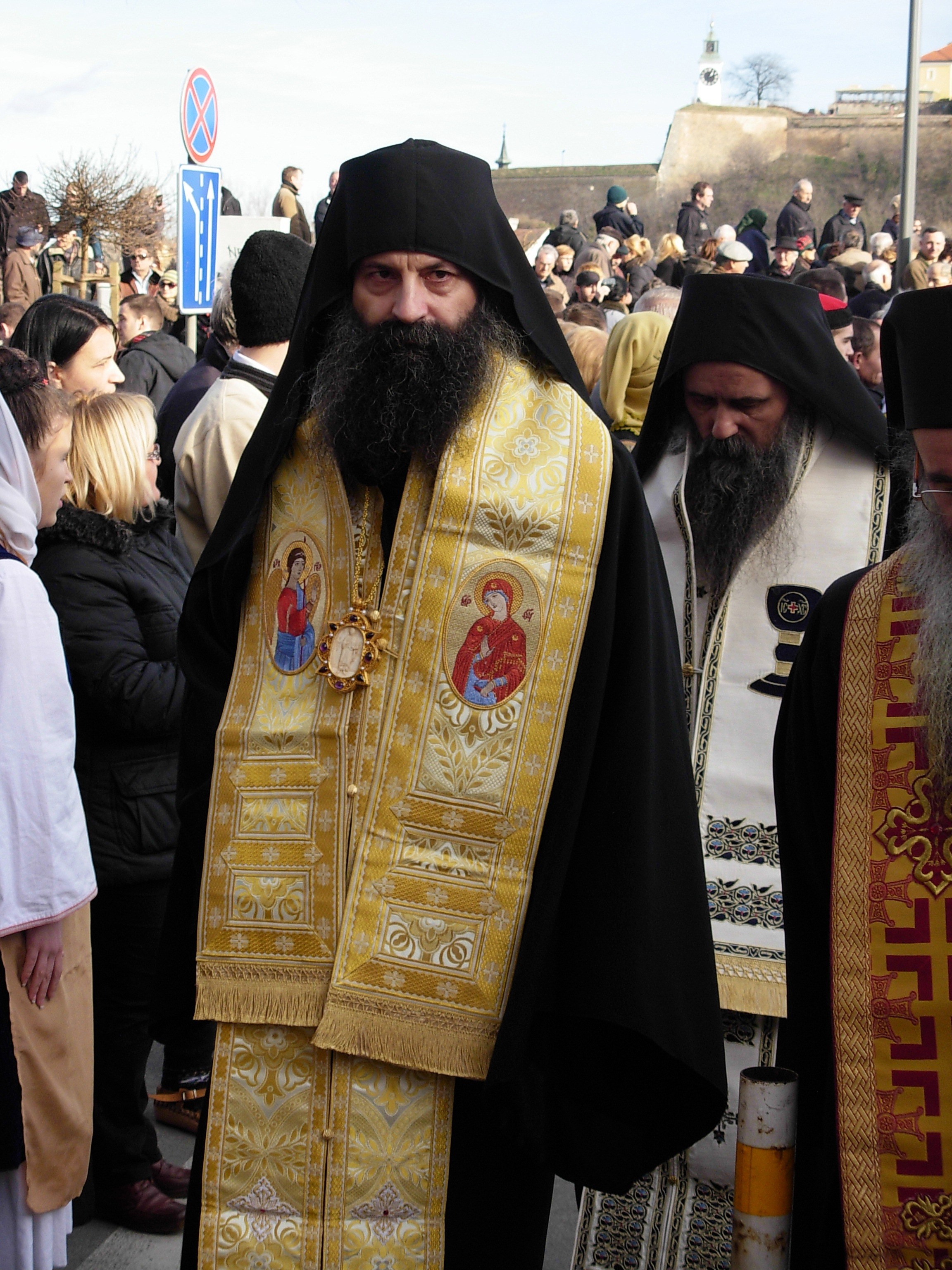
Porfirije i januari 2012.
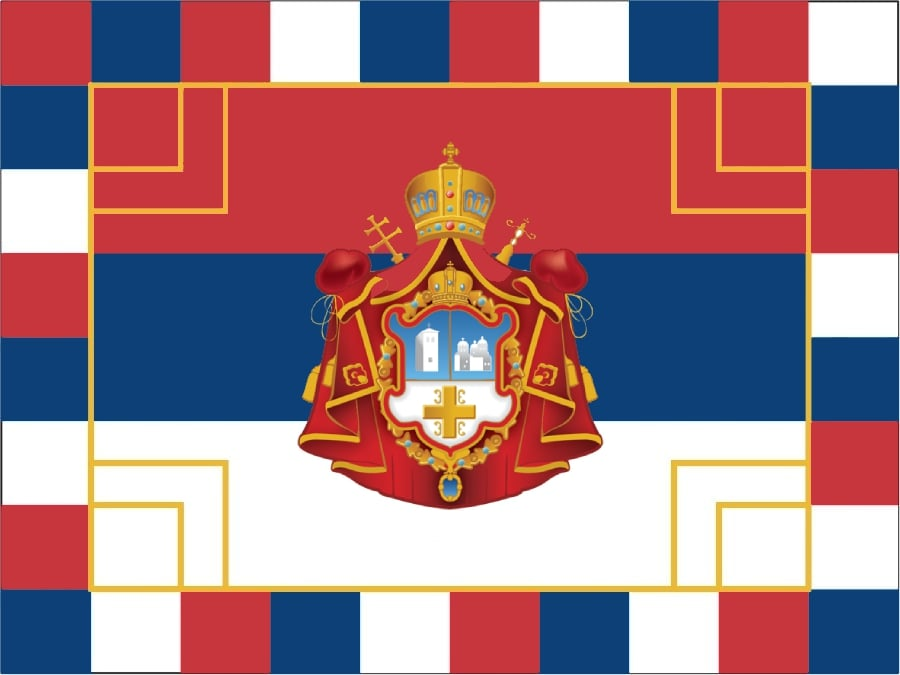
Porfirijes flagga.